# Cuitláhuac García Jiménez
Cuitláhuac García Jiménez, né le 18 avril 1968 à Xalapa (Veracruz), est un homme politique mexicain, membre du Mouvement de régénération nationale (Morena). Il est gouverneur de l'État de Veracruz du 1er décembre 2018 au 30 novembre 2024.

## Études
Il est ingénieur mécanicien électricien diplômé de l'université de Veracruz. Il est titulaire de deux masters, un en ingénierie électrique obtenu à l'Institut polytechnique national et un autre en sciences de contrôle avancé obtenu à l'université de Manchester au Royaume-Uni. 
Il a été professeur en niveau préparatoire et à l'université de Veracruz.

## Parcours politique
Il commence à s'investir en politique en militant pour le Parti socialiste mexicain (es) par sympathie pour son leader, Heberto Castillo, puis s'engage plus tard au sein du Parti de la révolution démocratique dont il devient un représentant et un conseiller. En 2013 il fait partie des membres fondateurs du Mouvement de régénération nationale (Morena). 
En 2015 il est élu député fédéral dans le 10e district électoral fédéral de Veracruz où il est tête de liste à Xalapa, et siège ainsi dans la LXIIIe législature.
En 2016, il laisse son mandat de député à son suppléant afin de se porter candidat pour être gouverneur de l’État de Veracruz. Il perd cependant l'élection (es) en arrivant en 3e position à l'issue du scrutin, et reprend donc son siège de député. En 2018, il se présente à nouveau à l'élection gouvernatoriale dans cet État (es), qu'il remporte cette fois avec un 1 667 239 voix. Le 8 juillet 2018, il est officiellement déclaré gouverneur de l’État de Veracruz, et prend ses fonctions le 1er décembre.